# شعراء خيلية
شعراء خيلية (الاسم العلمي:Hippobosca equina) هو نوع من الحشرات يتبع جنس الشعراء من فصيلة الذباب الشعراوي.